# 1140-ві
Високе Середньовіччя •  Золота доба ісламу •  Реконкіста  •  Київська Русь

## Події

### Київська Русь
Упродовж десятиліття в Київській Русі продовжувалася боротьба за великокнязівський престол між княжими родами. 1139 року київський престол захопив Всеволод Ольгович. Перед смертю він заповів княжіння своєму брату Ігорю Ольговичу. Всеволод помер 1146 року, але Ігор княжив лише кілька днів. Ольговичі були непопулярними в Києві, і кияни покликали на княжіння Ізяслава Мстиславича з Переяслава. Ізяслав правив до 1149 року, коли Київ захопив Юрій Довгорукий. Коли він покинув Київ 1150 року, залишивши там свого брата В'ячеслава Володимировича, кияни прогнали старого князя й знову запросили Ізяслава Мстиславича. Незабаром Юрій Довгорукий повернувся і знову забрав київський престол.
1144 року, Володимирко Володарович переніс свою столицю в Галич, і виникло Галицьке князівство. Галичани спочатку повстали (Галицьке повстання 1144) і покликали до себе Івана Берладника зі Звенигорода, але Володимирко придушив повстання, змусивши Берладника втекти за Дунай.
У своїй боротьбі князі утворювали союзи, часто нестійкі, й опиралися на чужинців. Юрій Довгорукий мав велику підтримку від половців із просторів між Доном та Волгою, підтримували його також чернігівські Ольговичі, й галицький князь Володимирко. Ізяслав Мстиславич мав підтримку від киян і використовував чорних клобуків. Його союзником був угорський король Геза II.

### Європа
У Німеччині правив Конрад III, а королем Франції був Людовик VII. Обидва королі взяли участь у Другому хрестовому поході, який завершився невдало. Сицилійським королівством правив Рожер II. Він почав захоплювати портові міста Північної Африки, напав на візантійські володіння в Греції, захопив острів Корфу, але Візантія повернула його собі з допомогою Венеції.
У Римі виник рух проти світської влади пап, утворилася Римська комуна. Великий вплив мав Арнольд Брешіанський. Водночас папи були доволі слабкі. Євгенія III прогнали з міста.
Продовжувалася громадянська війна в Англії 1135—1154. 1141 року війська імператриці Матильди завдали поразки військам Стефана Блуаського під Лінкольном і полонили короля. Матильду коронували королевою Англії. Однак, незабаром лояльні Стефану сили розбили брата Матильди Роберта Глостера. Відбувся обмін полоненими, Стефан отримав свободу, а потім повернувся на королівство. На континенті чоловік Матильди Жоффруа V Плантагенет захопив Нормандію.
У Польщі брати прогнали князя Владислава. Великим князем став Болеслав IV Кучерявий. В Угорщині з 1141 року правив Геза II.
Підійшло до кінця правління Альморавідів на півдні Піренейського півострова та в Північній Африці. На зміну їм прийшли Альмохади. В Ал-Андалусі володіння Альморвідів спочатку розпалися на дрібні незалежні емірати, які все ж скорилися Альмохадам, коли ті висадилися на півострові.

### Близький Схід
1143 року Мануїл I Комнін змінив на візантійському троні Іоанна Комніна. Того ж року королем Єрусалиму став малолітній
Балдуїн III за регентства матері Мелісенди.
Атабек Алеппо Імад ад-Дін Зенгі захопив одну з держав хрестоносців Едеське графство. Ця подія відгукнулася в Європі оголошенням Другого хрестового походу. Ініціатором походу був не папа римський, а європейські монархи та проповідник Бернард Клервоський. Похід виявився невдалим. Німецькі війська на чолі з Конрадом III зазнали нищівної поразки біля Дурілеї. Залишки сил Конрада приєдналися до інших військ в Єрусалимі. Було вирішено піти на Дамаск. Хрестоносці взяли місто в облогу, але відступили при наближенні сельджуцької підмоги.
1146 року Імад ад-Діна змінив його син Нур ад-Дін, який завершив завоювання Едеського графства.

### Інші краї
Імператор Сун уклав 1141 року мирну угоду з чжурчженями Цзінь. Чжурчжені здійснили невдалу спробу підкорити монголів. Каракитаї стали тіснити Караханідів та сельджуків у Середній Азії, напали на Хорезм.

## Культура
- Завершилося будівництво храму Ангкор-Ват у Камбоджі.
- Спорудження базиліки абатства Сен-Дені у Франції знаменувало собою зародження готичного стилю.
- Петро Ломбардський написав  Сентенції.
- Анна Комніна написала Олексіаду.
- У Кореї написали  Самгук Сагі.